# 就職戦士ブンナビ!
就職戦士ブンナビ!（しゅうしょくせんしブンナビ）は文化放送キャリアパートナーズが運営する大学生・大学院生のための就職サイト『ブンナビ（文化放送就職ナビ）』のコンテンツの一つとして2005年10月から放送開始した就職情報ラジオ番組。
毎回企業の人事担当者を招き、各企業の新卒採用についての話題を提供している。
2005年のスタート時、新卒学生というセグメントされたリスナーを対象にした番組は、文化放送としても新しい試みであった。ブンナビのWebサイト上では、バックナンバーをインターネットラジオとして聞くことができる。
2021年10月開始分からは、姉妹サイトの『文化放送ナースナビ』と共同してブンナビ&ナースナビpresents 就活イチゴイチエ（ブンナビナースナビプレゼンツ しゅうかつイチゴイチエ）へとリニューアルされた。

## 放送期間・時間・パーソナリティの変遷
放送時間の欄の●印は、ナイターオフのワイド番組（『オトナカレッジ』→『情報ミックスバラエティ パズル』→『渋谷×文化ラジオ』→『SHIBA-HAMAラジオ』→『みらいブンカ village』→『卒業アルバムに1人はいそうな人を探すラジオ』）の内包番組としての放送であることを示す。
| 対象新卒 年度 | 放送期間                       | 放送時間                                        | パーソナリティ   |
| ------------- | ------------------------------ | ----------------------------------------------- | ---------------- |
| 2007年        | 2005年11月6日 - 2006年3月19日  | 毎週日曜日20:30 - 21:00                         | 大橋マキ         |
| 2008年        | 2006年11月1日 - 2007年3月21日  | 毎週水曜日21:00 - 21:30                         | 大橋マキ         |
| 2009年        | 2007年11月7日 - 2008年3月24日  | 毎週火曜日1:00 - 1:30 （月曜深夜25:00 - 25:30） | 井上和香         |
| 2010年        | 2008年11月7日 - 2009年3月27日  | 毎週金曜日21:00 - 21:30                         | パックンマックン |
| 2011年        | 2009年11月6日 - 2010年3月19日  | 毎週金曜日21:00 - 21:30                         | 魚住りえ         |
| 2012年        | 2010年11月13日 - 2011年3月19日 | 毎週土曜日18:30 - 19:00                         | 魚住りえ         |
| 2013年        | 2011年12月2日 - 2012年3月24日  | 毎週金曜日21:00 - 21:30                         | 千野志麻         |
| 2014年        | 2012年12月7日 - 2012年12月28日 | 毎週金曜日21:00 - 21:30                         | 千野志麻         |
| 2014年        | 2013年1月11日 - 2013年3月22日  | 毎週金曜日21:00 - 21:30                         | 石川真紀         |
| 2015年        | 2013年12月5日 - 2014年3月20日  | ●毎週木曜日20:30頃 - 20:45頃                    | 加納有沙         |
| 2016年        | 2015年3月4日 - 2015年3月25日   | ●毎週水曜日20:35頃 - 20:45頃                    | 加納有沙         |
| 2016年        | 2015年3月30日 - 2015年6月25日  | 原則毎週月曜日18:30 - 18:40                     | 加納有沙         |
| 2017年        | 2016年3月3日 - 2016年3月24日   | ●毎週水曜日20:35頃 - 20:50頃                    | 小尾渚沙         |
| 2017年        | 2016年3月28日 - 2016年6月23日  | 原則毎週月曜日18:30 - 18:45                     | 小尾渚沙         |
| 2018年        | 2017年3月2日 - 2017年3月23日   | ●毎週木曜日20:35頃 - 20:50頃                    | 小尾渚沙         |
| 2018年        | 2017年3月27日 - 2017年6月22日  | 原則毎週月曜日18:45 - 19:00                     | 小尾渚沙         |
| 2019年        | 2018年2月28日 - 2018年3月28日  | ●毎週水曜日19:40頃 - 19:50頃                    | 長麻未           |
| 2019年        | 2018年4月2日 - 2018年6月18日   | 毎週月曜日18:45 - 19:00                         | 長麻未           |
| 2020年        | 2019年3月6日 - 2019年3月27日   | ●毎週水曜日19:40頃 - 19:50頃                    | 長麻未           |
| 2020年        | 2019年4月1日 - 2019年6月24日   | 毎週月曜日18:45 - 19:00                         | 長麻未           |
| 2021年        | 2019年10月2日 - 2020年1月29日  | ●毎週水曜日19:40頃 - 19:50頃                    | 長麻未           |
| 2022年        | 2020年10月3日 - 2020年10月31日 | 毎週土曜日18:45 - 19:00                         | 松井佐祐里       |
| 2022年        | 2020年11月4日 - 2021年2月3日   | ●毎週水曜日19:40頃 - 19:50頃                    | 松井佐祐里       |
| 2023年        | 2021年10月2日 - 2022年3月26日  | 毎週土曜日17:45 - 18:00                         | 松井佐祐里       |
| 2024年        | 2022年9月29日 - 2023年3月23日  | 毎週木曜日19:30 - 19:45                         | 松井佐祐里       |
| 2025年        | 2023年10月2日 - 2024年3月25日  | 毎週月曜日18:30 - 18:45                         | 久保朱莉         |
| 2026年        | 2024年9月30日 - 2025年3月      | 毎週月曜日18:30 - 18:45                         | 久保朱莉         |

- 石川真紀以降のパーソナリティは文化放送アナウンサー（担当当時）。
- 2005年度・2006年度ともに当初は10月開始の予定だったが、プロ野球日本シリーズやプレーオフ（パ・リーグ）の試合中継を優先する編成の影響で11月から翌年の3月までの放送となっている（10月中は別番組「10月スペシャル」を編成し、放送している。2011年はセットアップ延長戦や野球中継などの特番）。また、3月の最終週（ナイターオフ期26週目）は文化放送ライオンズナイターやセ・リーグ開幕戦ナイター実況中継のため放送されない。なお、2007年度は深夜枠での放送となった。
- 2007年大晦日深夜分は『レコメン!』の時間拡大のため休止した。
- 2010年度・2011年度は開始日が11月13日とずれ込み、なおかつ数回放送されない分も生じた。
- 2011年度ナイターオフからは経団連の倫理憲章改定[6]により新卒への広報活動が12月からとされたため、本番組の開始もそれに合わせて12月からとなった。
- 2013年1月にパーソナリティの千野が交通死亡事故を起こし謹慎に入ったため、1月4日放送分は放送を見合わせることとなった[7]。同月8日をもって降板した。当該年度の残り期間は石川が担当し、以降も文化放送のアナウンサーがパーソナリティを担当している。
- 2013年度は10月1日開始の新ワイド『オトナカレッジ』[8][9][10]（火 - 金曜の20時 - 22時）が当該時間に設置されたことで、同番組の内包番組となり、放送時間も15分に縮小される。
- なお、2016年度新卒以降の採用選考活動が前年3月からとなることから[11]、従来のナイターオフ番組としての放送は2013年度（2015年新卒対象版）で終了した。2015年3月からのスタートとなった2016年新卒対象版は10分番組に縮小され、3月中のみ前年同様に『オトナカレッジ』の内包番組として放送されたのち、4月からはナイターイン編成の月曜18時台後半の単独番組として6月いっぱいまで放送された。2017年もほぼ同様の体制で放送されるが、放送時間は15分に戻った。2018年と2019年上半期は3月のみ10分番組、4月以降は15分番組となる。
- 経団連が2021年度新卒以降の採用選考指針を廃止した影響からか、2019年度下半期は6年ぶりにナイターオフ番組としての放送が復活した。ナイターオフ期の放送としては最も早い10月開始となったが、放送期間は近年同様に4か月間であった。
- 2020年度ナイターオフは、プロ野球の閉幕延期により本来の内包先であるワイド番組枠が11月開始にずれ込むことから、10月のみ土曜日に単独番組として編成された。11月以降は前年度と同じ時間帯に移った。
- 『就活イチゴイチエ』にリニューアル後は、ナイターオフ最終週まで6か月間放送される。

## 主な番組内容
行列のできる就職ガイダンス
毎週さまざまな企業の採用担当者をスタジオに迎えて、各企業の本音を聞き出したり、就職活動に対するアドバイスを得るコーナー。2019年現在このコーナータイトルは使われていないが、放送時間短縮のため事実上全編がこれに準じた内容となっている。
ブンブンワンダーランド（2005年11月 - 2007年3月）
パーソナリティである大橋マキが1週間の間に体験した出来事や出張先でのレポートを紹介するコーナー。